# Vicereame del Río de la Plata
Il Vicereame del Río de la Plata (1776-1810) (in spagnolo: Virreinato del Río de la Plata) è stato uno dei vicereami spagnoli in America Latina, l'ultimo dei quattro istituiti all'interno dell'Impero coloniale spagnolo.
Al Vicereame del Río de la Plata aderirono i governatorati di Río de la Plata, Paraguay, Tucumán e Santa Cruz de la Sierra, precedentemente sotto l'amministrazione del Vicereame del Perù, e le Provincie di Cuyo e Charcas, comprese le isole Malvine. Queste aree costituiscono attualmente i territori degli stati di: Argentina, Bolivia, Paraguay, Uruguay, le zone meridionali di Brasile e Perù ed il nord del Cile. Inoltre, dal 1777, con il Trattato di San Ildefonso, anche le isole di Bioko e Annobón, nell'attuale Guinea Equatoriale, entrarono a far parte del Vicereame.

## Storia
La scoperta del Rio de la Plata è attribuita a Juan Díaz de Solís, che per incarico del governo spagnolo (1515) cercava una via marittima a sud del Brasile che conducesse al Pacifico. Il Rio, detto allora solitamente Río de Solís, fu ribattezzato da Magellano nel 1520. Sebastiano Caboto, a capo di una terza spedizione, risalì il fiume e il Paraná e l’Uruguay fra il 1527 e il 1529.
Nel 1680, Manuel Lobo, governatore portoghese di Rio de Janeiro, creò il Dipartimento di Colonia e fondò la città di Colonia del Sacramento, un forte situato sulla costa dell'attuale Uruguay, allo scopo di limitare l'espansione spagnola.
Il forte fu attaccato e conquistato dagli spagnoli guidati da José de Garro ma fu reso al Portogallo in seguito al trattato di Lisbona.
D'altro canto, all'epoca, tutti i traffici commerciali transitavano per il porto di Lima, nel Vicereame del Perù impedendo lo sviluppo dell'economia dell'area di Buenos Aires e dando origine a estese attività di contrabbando nella regione, soprattutto nell'area di Asunción, Buenos Aires e Montevideo. Inoltre cresceva l'interesse per la regione sia da parte portoghese che da parte inglese (i quali avevano già chiarito di voler prendersi le Falkland/Malvine). Il sovrano spagnolo Carlo III incaricò quindi Pedro de Cevallos, governatore di Buenos Aires di costituire il Vicereame del Río de la Plata, di cui Cevallos divenne il primo viceré.